# Zapasy na Letnich Igrzyskach Olimpijskich 1956 – kategoria do 87 kg w stylu wolnym
Zmagania mężczyzn do 87 kg to jedna z ośmiu męskich konkurencji w zapasach w stylu wolnym rozgrywanych podczas Letnich Igrzysk Olimpijskich 1956. Pojedynki w tej kategorii wagowej odbyły się w dniach 28 listopada – 1 grudnia.
Punktacja opierała się na systemie "złych punktów karnych". Zwycięzca otrzymywał zero punktów za wygraną przez "tusz" (łopatki), jeden punkt za wygraną decyzją trzech sędziów. Za przegraną walkę w stosunku 1-2 zawodnik otrzymywał dwa punkty, a za porażkę 0-3 lub łopatki przyznawano 3 punkty karne. Uzyskanie pięciu lub więcej punktów eliminowało zapaśnika z turnieju. Najlepsza trójka walczyła w rundzie finałowej. 

## Klasyfikacja[1]
| Miejsce | Nazwisko           | Kraj              |
| ------- | ------------------ | ----------------- |
| 1       | Gholam Reza Tachti | Iran              |
| 2       | Borys Kulajew      | ZSRR              |
| 3       | Pete Blair         | Stany Zjednoczone |
| 4       | Gerry Martina      | Irlandia          |
| 4       | Adil Atan          | Turcja            |
| 6       | Kevin Coote        | Australia         |
| 7       | Viking Palm        | Szwecja           |
| 8       | Mitsuhiro Ōhira    | Japonia           |
| 8       | Jan Theron         | ZPA               |
| 10      | Veikko Lahti       | Finlandia         |
| 11      | Bob Steckle        | Kanada            |
| 12      | Spyros Defteraios  | Grecja            |

## Wyniki

### Pierwsza runda[2]
| Zwycięzca          | Punkty karne | Wynik        | Przegrany         | Punkty karne |
| ------------------ | ------------ | ------------ | ----------------- | ------------ |
| Kevin Coote        | 1            | Decyzja, 3:0 | Bob Steckle       | 3            |
| Gholam Reza Tachti | 0            | Łopatki      | Jan Theron        | 3            |
| Pete Blair         | 0            | Łopatki      | Veikko Lahti      | 3            |
| Adil Atan          | 0            | Łopatki      | Mitsuhiro Ōhira   | 3            |
| Borys Kulajew      | 1            | Decyzja, 3:0 | Viking Palm       | 3            |
| Gerry Martina      | 1            | Decyzja, 3:0 | Spyros Defteraios | 3            |

### Druga runda[3]
| Zwycięzca          | Punkty karne | Wynik        | Przegrany         | Punkty karne |
| ------------------ | ------------ | ------------ | ----------------- | ------------ |
| Jan Theron         | 4            | Decyzja, 3:0 | Kevin Coote       | 4            |
| Gholam Reza Tachti | 0            | Łopatki      | Bob Steckle       | 6            |
| Mitsuhiro Ōhira    | 4            | Decyzja, 2:1 | Veikko Lahti      | 5            |
| Viking Palm        | 4            | Decyzja, 3:0 | Pete Blair        | 3            |
| Borys Kulajew      | 2            | Decyzja, 2:1 | Adil Atan         | 2            |
| Gerry Martina      | 1            | Bez walki    |                   |              |
|                    |              | Wycofał się  | Spyros Defteraios | -            |

### Trzecia runda[4]
| Zwycięzca          | Punkty karne | Wynik        | Przegrany       | Punkty karne |
| ------------------ | ------------ | ------------ | --------------- | ------------ |
| Kevin Coote        | 4            | Łopatki      | Gerry Martina   | 4            |
| Pete Blair         | 3            | Łopatki      | Jan Theron      | 7            |
| Gholam Reza Tachti | 0            | Łopatki      | Mitsuhiro Ōhira | 7            |
| Adil Atan          | 3            | Decyzja, 2:1 | Viking Palm     | 6            |
| Borys Kulajew      | 2            | Bez walki    |                 |              |

### Czwarta runda[5]
| Zwycięzca          | Punkty karne | Wynik        | Przegrany     | Punkty karne |
| ------------------ | ------------ | ------------ | ------------- | ------------ |
| Borys Kulajew      | 2            | Łopatki      | Gerry Martina | 7            |
| Gholam Reza Tachti | 0            | Łopatki      | Kevin Coote   | 7            |
| Pete Blair         | 4            | Decyzja, 3:0 | Adil Atan     | 6            |

### Runda finałowa
| Zwycięzca          | Wynik        | Przegrany     |
| ------------------ | ------------ | ------------- |
| Gholam Reza Tachti | Decyzja, 3:0 | Borys Kulajew |
| Borys Kulajew      | Decyzja, 3:0 | Pete Blair    |
| Gholam Reza Tachti | Decyzja, 3:0 | Pete Blair    |